# 庫布拉特 (帕納久利士特親王)
库布拉特王子（Kubrat，1965年11月5日—），出生于马德里。保加利亚王子、帕纳久利士特亲王、萨克森公爵，是保加利亚国王西美昂二世与玛格丽塔·戈麦斯-阿瑟博-塞胡拉王后的第三子。